# Paperera

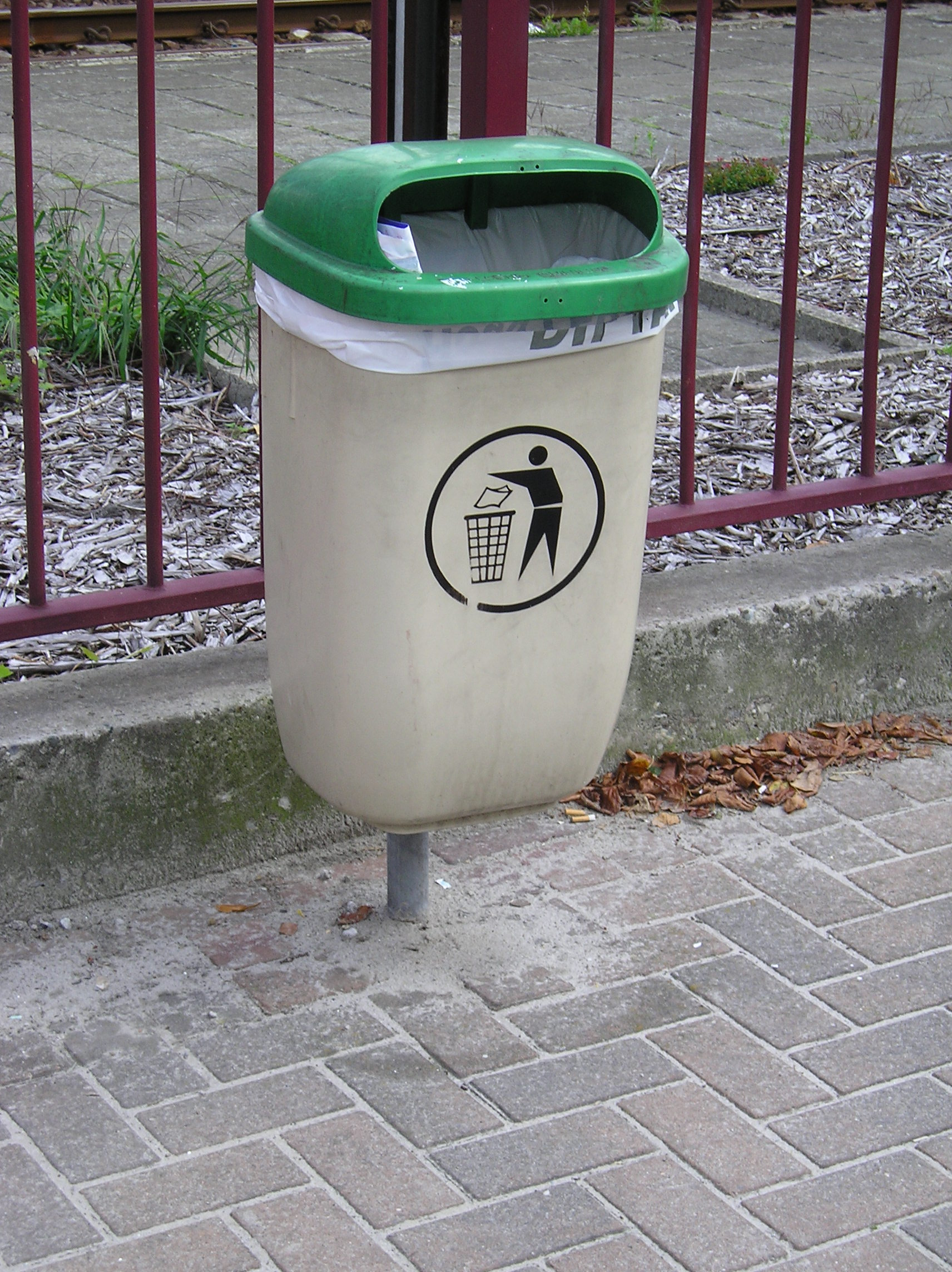
Paperera

Una paperera és un recipient en el qual es dipositen papers usats i altres desaprofitaments. Pot trobar-se tant en llocs tancats (oficines, llars, llocs d'oci) com en l'exterior (parcs, places, avingudes, etc.).
Les papereres són recipients de mida mitjana que es col·loquen en llocs discrets però accessibles per recollir els papers, embolcalls o desaprofitaments. Es fabriquen en materials plàstics o metàl·lics i en molt diversos colors i models.
Generalment, a l'interior de la paperera s'introdueix una borsa d'escombraries per no embrutar el recipient i facilitar la seva recollida. És aquesta la que es llança posteriorment al cub d'escombraries.

## Tipus
Existeixen dos tipus bàsics de papereres: 
- les d'interior
- les d'exterior

### Papereres d'interior

Paperera amb pedal.

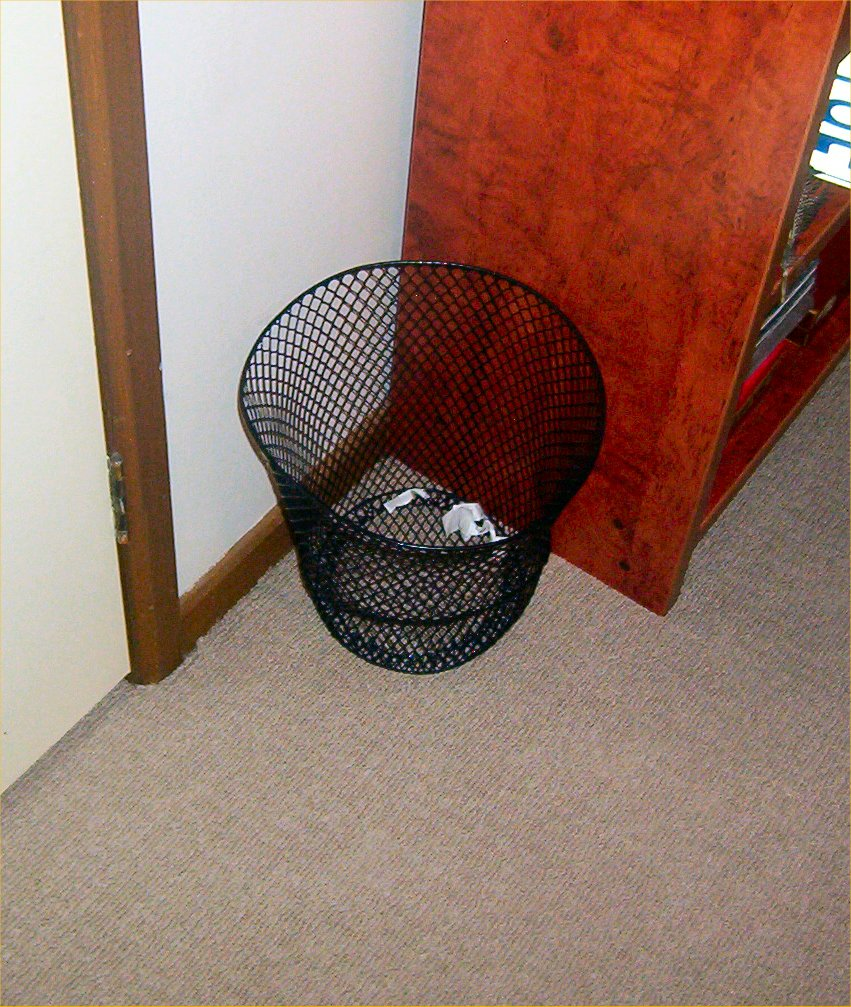
Clàssica paperera de reixeta.

Als domicilis particulars, les papereres se situen en els racons o altres llocs poc visibles. Solen col·locar-se en els salons i despatxos però també podem trobar-les en el bany o en les cuines. Als centres de treball, se situen al costat de les taules, accessibles a un o diversos treballadors, en els passadissos d'accés, la cantina, etc.
En edificis públics, les papereres se situen en zones de trobada o de pas com a recepcions, passadissos, sales d'espera, etc. Sol tractar-se de papereres dempeus combinades amb cendrers superiors.
En els bars, trobem papereres situades sota la barra per llançar tovallons, escuradents o altres desaprofitaments.
Alguns models de papereres per a interior són els següents:
- Paperera de reixeta. És un clàssic entre les papereres metàl·liques.
- Papereres de pedal. Es tracta de papereres amb tapa superior que s'aixeca en accionar un pedal amb el peu. Per la seva higiene, són models característics de les condícies.
- Papereres amb tapa basculant. Consten de tapa superior que bascula sobre un eix horitzontal tornant després a la seva posició inicial. Poden ser reversibles si la tapa forma part d'un tejadillo simètric.
- Papereres abatibles. La paperera consisteix en un recipient abatible que s'integra en una estructura fixa i que ha d'accionar-se cada vegada que s'empra.Paperera per a recollida selectiva.

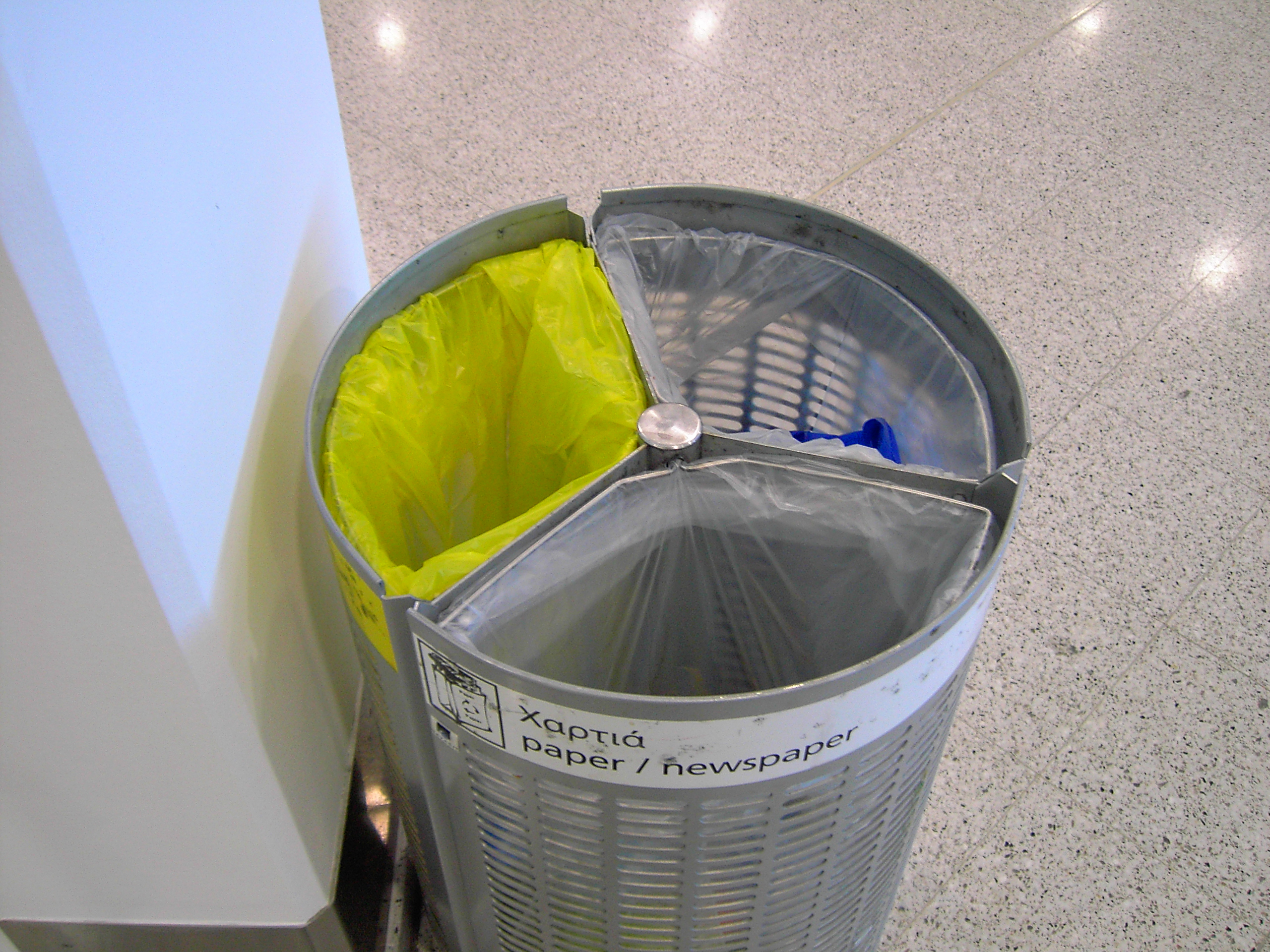
Paperera per a recollida selectiva.

- Papereres amb tapa abatible. Consta d'una tapa frontal en posició horitzontal, vertical o inclinada que és pressionada per un moll. La tapa recupera la seva posició inicial després de l'ús.
- Papereres amb cendrer. Es tracta de papereres verticals que consten d'una o diverses obertures laterals. En la seva part superior consten d'un recipient que fa les funcions de cendrer. Pede consistir en un orifici o un jaç de sorra.
- Papereres per a recollida selectiva. Consten de recipients indiviualizados destinats a realitzar una recollida selectiva d'escombraries. En general, venen identificats per pictogrames o per diferents colors: blau per a paper i cartró, groc per a envasos, etc.
- Papereres de pàrquing. Són característiques papereres murals de forma quadrangular.

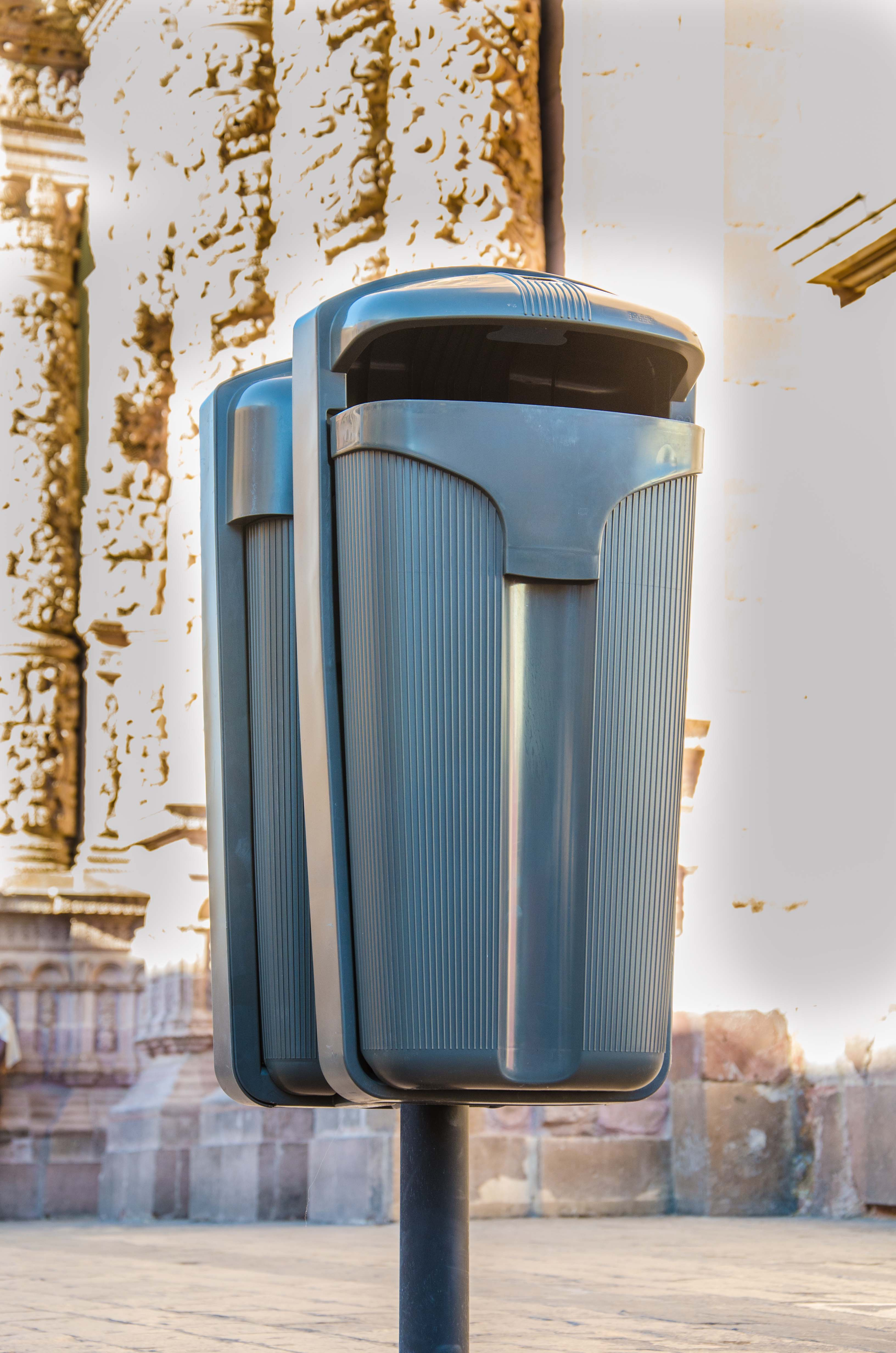
Recipient de plàstic per a escombraries per als vianants.

### Papereres d'exterior

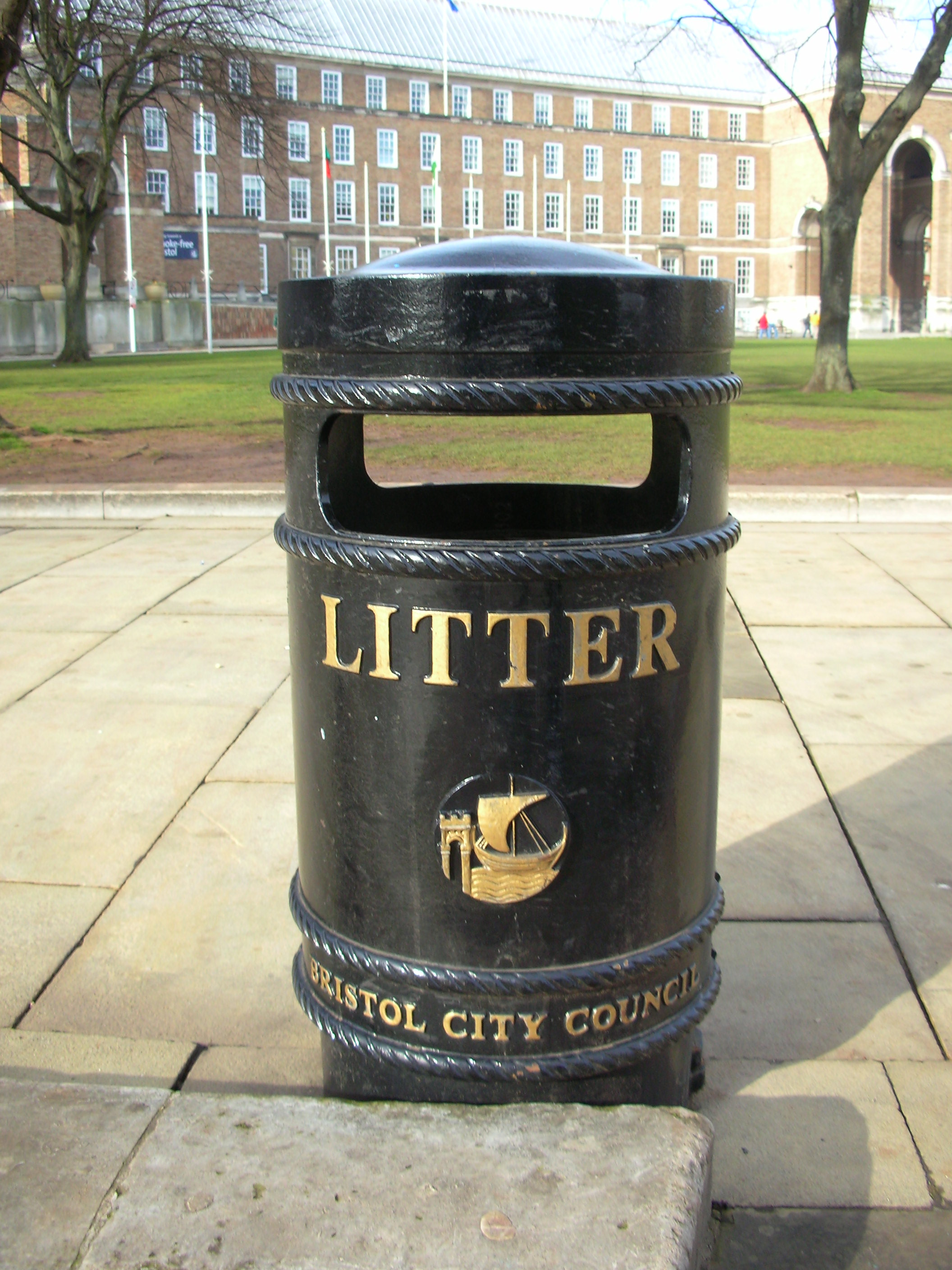
Paperera d'exterior.

Certes zones públiques com els parcs tenen papereres que es col·loquen al costat de les trajectòries que recorren els visitants. Això anima a la 
gent a evitar la brutícia creant un ambient social i estètic agradable. El mateix ocorre als principals carrers i avingudes de les ciutats.
Les papereres en localitzacions a l'aire lliure o altres àrees públiques es fixen generalment al sòl, a la paret o als fanals. Això evita el furt i també redueix el vandalisme fent més difícil que algú mogui o manipuli les papereres vessant el seu contingut per terra per exemple o utilitzant-ho com a arma.
Les papereres d'exterior es caracteritzen per l'ús de materials rígids - metàl·lics en la seva immensa majoria - tractats contra el fred i la humitat. En general tenen la boca en el lateral o compten amb tejadillo per impedir l'entrada d'aigua de pluja en el seu interior. Les papereres són buidades periòdicament per les empreses de neteja retirant la bossa de plàstic o accionant un mecanisme per obrir-les o voltejar-les.
En moltes ocasions, les papereres estan decorades amb símbols que conviden a llançar papers en les mateixes o missatges cívics del tipus Mantingues neta la teva ciutat.

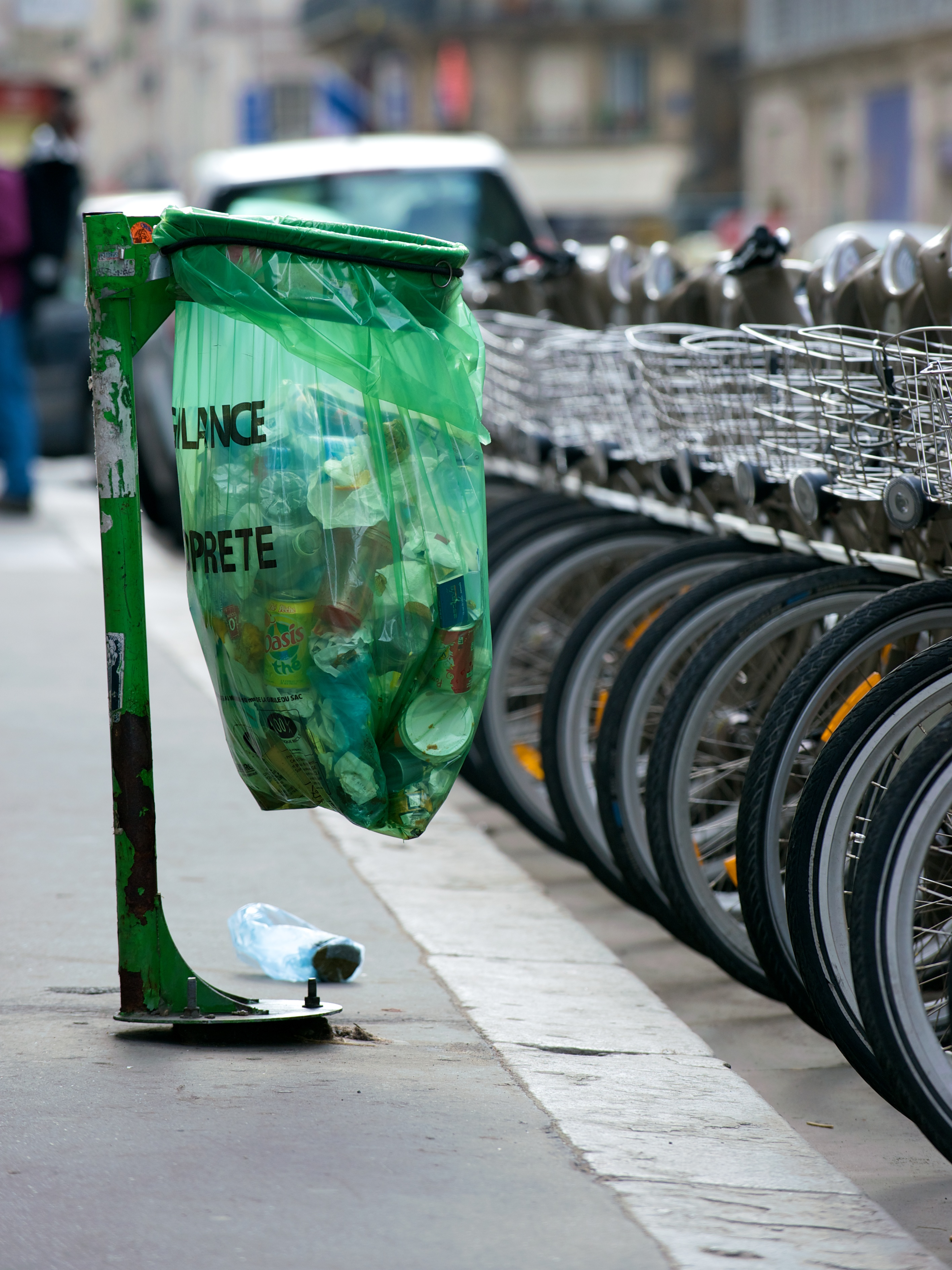
Paperera de cèrcol amb borsa d'escombraries

Algunes models de papereres d'exterior són:
- Paperera giratòria. Paperera que gira sobre un eix vertical.
- Paperera basculant. Paperera que caboteja sobre un eix horitzontal a fi de facilitar el seu buidatge. Poden ser dempeus o de paret.
- Paperera cendrer. També per a l'exterior es fabriquen papereres amb recipients per a desaprofitaments del tabac.
- Suport per a borsa. Les papereres més senzilles consisteixen en un suport circular amb tapa o sense sobre el qual penja una borsa d'escombraries.
- Papereres de fusta. Es tracta de mobles d'estètica natural i per tant, apropiats per a platges, càmpings i entorns similars.
- Papereres per a excrements canins. Papereres tancades que compten amb dipòsit de bosses de plàstic i tapa abatible per llançar les deposicions canines.

## Curiositats

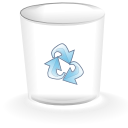
Icona de la paperera de reciclatge.

- Alguns grups terroristes s'han servit de papereres per introduir bombes en llocs públics. La bomba és molt més difícil de detectar que, per exemple, una bossa desatesa i els recipients de metall proporcionen la metralla addicional que danya a la gent propera en detonar. Per aquesta raó no hi ha papereres en la majoria dels aeroports. En el Regne Unit no hi ha papereres en les estacions de ferrocarril, la majoria dels aeroports i molts centres comercials o, si es col·loquen, es tracta solament d'una borsa d'escombraries que penja d'un cèrcol de metall.
- La paperera es converteix fàcilment en un objecte de vandalisme de carrer. Durant l'edició de les Falles de l'any 2007 es van destrossar 1.093 papereres segons va declarar la regidor de medi ambient de València.[2]
- La paperera s'ha convertit en símbol informàtic universal per a l'arxiu de fitxers eliminats. La paperera constitueix una icona més amable que la galleda d'escombraries que simbolitza un esborrat definitiu del document. Actualment, es denominen papereres de reciclatge en Windows, ja que els arxius poden ser recuperats.